# Biosensor

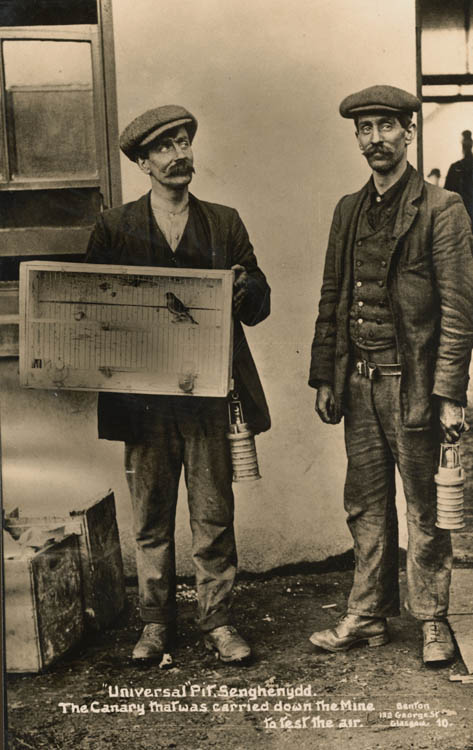
Canario que fue llevado a la mina para probar el aire en el desastre de la mina de carbón de Senghenydd

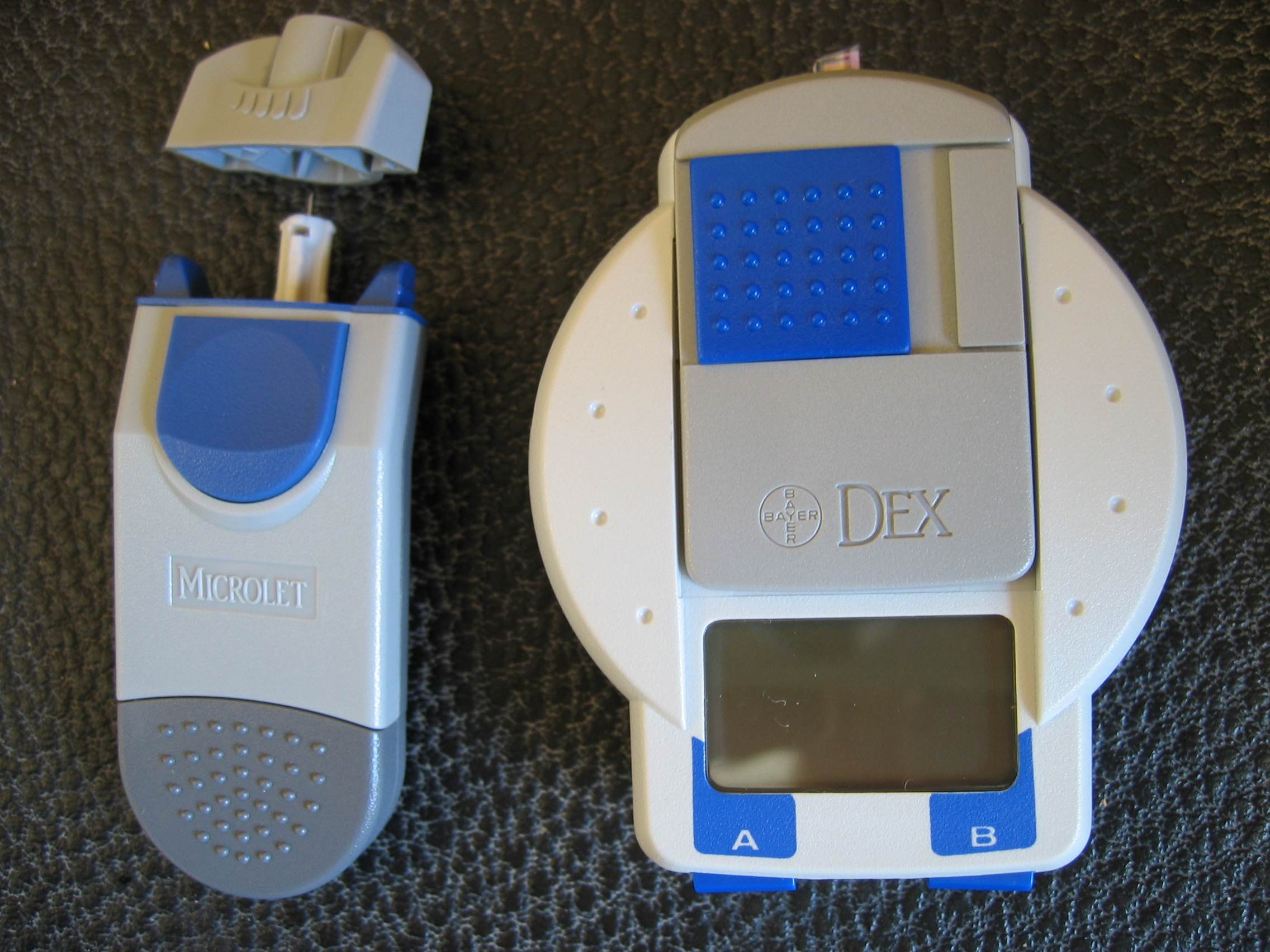
Glucómetro moderno para medir el nivel de glucosa en sangre, con aguja de punción cutánea que se ve a la izquierda.

Un biosensor es un instrumento para la medición de parámetros biológicos o químicos. Suele combinar un componente de naturaleza biológica y otro físico-químico.
Se compone de tres partes:
- El sensor biológico: puede ser un tejido, un cultivo de microorganismos, enzimas, anticuerpos, cadenas de ácidos nucléicos, etc. El sensor puede ser tomado de la naturaleza o ser un producto de la biología sintética.
- El transductor: acopla los otros dos elementos y traduce la señal emitida por el sensor.
- El detector: puede ser óptico, piezoeléctrico, térmico, magnético, etc.

El ejemplo más común de biosensor es el que mide la glucosa en la sangre. Utiliza una enzima que procesa moléculas de glucosa, liberando un electrón por cada molécula procesada. Dicho electrón es recogido en un electrodo y el flujo de electrones es utilizado como una medida de la concentración de glucosa.
Los canarios enjaulados utilizados por los mineros para detectar la presencia de gases letales pueden ser vistos como un ejemplo primitivo de biosensor.
El desarrollo de los métodos analíticos clásicos llevó a determinar la presencia y cantidad de una determinada sustancia inmersa en una mezcla, mediante un proceso fisicoquímico reproducible y controlable. Sin embargo, los métodos analíticos clásicos, a pesar de su utilidad, tienen ciertas desventajas importantes: necesitan mucha muestra, un potente equipo de análisis y personal formado para ello. En este marco, Leland C. Clark revolucionó la ciencia de su tiempo inventando el electrodo de Clark o electrodo polarográfico de tipo Clark, usado para analizar las variaciones de potencial de corriente eléctrica producidas en un electrodo al reaccionar con sustancias químicas para determinar la concentración de esas sustancias en la mezcla en la que estaba inmerso, con la novedad de que introdujo otro electrodo que actuaría de referencia para poder calibrar al principal, aumentado así la precisión.

## Bio (SPR)
Los biosensores SPR se basan en el principio de la resonancia del plasmón superficial, estos están diseñados especialmente para monitorear interacciones biomoleculares, logran la detección selectiva y cuantitativa de sustancias químicas y biológicas de forma directa sin necesidad de algún marcador. Proporcionando información de especificad, cinética y afinidad molecular.

## Clasificación de biosensores
Los biosensores son clasificados por dos vías: por el tipo de material biológico y por su sistema de transducción empleado.

### Naturaleza del material genético
Estos a su vez se dividen en dos tipos: biosensores catalíticos y biosensores de afinidad. 
Los biosensores catalíticos emplean biocatalizadores, los cuales tienen como propósito provocar una reacción química sin que este sea consumido.
En los biosensores de afinidad, los receptores son anticuerpos, ácidos nucleicos, receptores, entre otras cosas. Su principio de funcionamiento está basado en la interacción del analito de interés con el objetivo de reconocimiento, sin la existencia de una transformación catalítica. 

### Sistema de transducción
EletroquímicosEstos tipos de transductores transforman la señal provocada por la interacción entre el sistema de reconocimiento y el analito en una señal eléctrica. Para ello, la parte biológica y el transductor deben estar en contacto.
ÓpticosEstán basados en las variaciones producidas por las propiedades de la radiación electromagnética, como consecuencia de la interacción física o química entre el analito y la parte biológica.
Piezoeléctricos (másicos, gravimétricos o acústicos)Mesuran la diferencia de masa provocada por la formación del complejo antígeno-anticuerpo. Llevan este nombre puesto que los materiales empleados para estos biosensores don de tipo piezoeléctricos.
TermométricosDetectan en el calor generado por las reacciones enzimáticas exotérmicas, relacionadas con la concentración de analito.